# Macrojoppa nigrosignata
Macrojoppa nigrosignata är en stekelart som beskrevs av Joseph Kriechbaumer 1898. Macrojoppa nigrosignata ingår i släktet Macrojoppa och familjen brokparasitsteklar. Inga underarter finns listade i Catalogue of Life.